# Norberto Rivera Carrera
Norberto Rivera Carrera (La Purísima, Tepehuanes, Durango, Mèxic, 6 de juny de 1942) és un cardenal catòlic mexicà, Arquebisbe de Mèxic, Primat de Mèxic. És el trigèsim cinquè successor de fra Juan de Zumárraga i custodi de la imatge de la Nostra Senyora de Guadalupe a Tepeyac.

## Biografia
Després de realitzar els seus estudis primaris a La Purísima, el 1955 ingressà al seminari de Durango, on cursà estudis clàssics, filosofia i teologia.
Després d'obtenir el doctorat per la Pontifícia Universitat Gregoriana, va ser ordenat prevere el 3 de juliol de 1966 a la Basílica de Sant Pere de Roma pel Papa Pau VI.
Entre 1967 i 1985 realitzà tasques pastorals a Durango i a Río Grande; va ser membre de la facultat del seminari de Durango durant 18 anys i prefecte de disciplina; fundador i assistent eclesiàstic del moviment "Jornades de Vida Cristiana", assistent diocesà del "Moviment Familiar Cristià" i de l'Acció Catòlica, membre i coordinador del concili presbiteral, secretari de la comissió arxidiocesana de pastoral, director de comunicacions socials, canonge lectoral de la catedral, professor d'eclesiologia de la Universitat Pontifícia de Mèxic a la Ciutat de Mèxic, entre 1982 i 1985, secretari executiu de la cura pastoral de les famílies i membre de la Comissió Episcopal per l'Apostolat Seglar entre 1983 i 1985.

### Episcopat
Elegit bisbe de Tehuacán el 5 de novembre de 1985, va ser consagrat el 21 de desembre de 1985 per Antonio López Aviña, arquebisbe de Durango. Va ser visitador apostòlic dels seminaris diocesans i religiosos de Mèxic. El 13 de juny de 1995 va ser promogut a la seu metropolitana i primada de Mèxic. Va assistir a l'Assemblea Especial per Amèrica del Sínode de Bisbes a la Ciutat del Vaticà entre el 16 de novembre i el 12 de desembre de 1997. Des d'abril de 1993 i fins a 1995 dirigí la Secció de Famílies del CELAM.

### Cardenalat
El 18 de gener de 1998 va ser creat cardenal, rebent la birreta vermella i el títol de Cardenal prevere de San Francesco a Ripa al consistori del 21 de febrer d'aquell any. Entre el 30 de setembre i el 27 d'octubre de 2001 assistí a la X Assemblea Ordinària del Sínode Mundial de Bisbes, celebrat a la Ciutat del Vaticà.
Va rebre el Papa Joan Pau II a les seves dues darreres visites a Mèxic (1999 i 2002). En aquesta darrera participà en la canonització de Juan Diego Cuauhtlatoatzin, el primer sant indígena americà.
Rivera Carrera va ser un dels cardenals electors que van participar en el conclave de 2005, en el qual s'escollí el Papa Benet XVI.
A la Cúria Pontifícia és membre de la les congregacions pel Culte Diví i la Disciplina dels Sagraments i per al Clergat, així com del Pontifici Consell per a la Família, de la Comissió per Amèrica Llatina i del Consell ordinari del Secretariat General del Sínode de Bisbes.
S'ha preocupat per la creació d'una de les oficines de comunicació arxidiocesanes més importants de Mèxic, des d'on es difon la vida i el magisteri de l'Església Catòlica en publicacions com L'Osservatore Romano (en la seva edició en castellà per a Mèxic i els Estats Units), així com el setmanari catòlic "Des de la fe", diari que compta amb la major difusió a l'Amèrica Llatina (més de 450.000 exemplars). En aquesta mateixa oficina funciona una agència de publicitat, un institut d'educació pels mitjans (que respon al seu interès per formar formadors que orientin en un ús responsable dels mitjans de comunicació, com una necessitat de les famílies actuals), una direcció de ràdio, una altra de sistemes i un departament de pastoral de la comunicació.
Ha donat un nou govern i vitalitat al Santuari de Guadalupe, el més gran del país i el segon en afluència de pelegrins del món, que ampliarà la seva àrea en un gran projecte d'evangelització amb el qual s'acreixentarà en una àrea superior als 20.000 m².
El 2009 va ser un dels organitzadors de l'Encontre Mundial de les Famílies.
El cardenal Rivera participà en el conclave de 2013, on s'escollí el cardenal argentí Jorge Mario Bergoglio com a Papa, després de la renúncia de Benet XVI.

## Participació en la societat mexicana
En unió amb el govern i la iniciativa privada, el cardenal Rivera aconseguí la restauració de la catedral de la ciutat de Mèxic, que amenaçava ruïna. La Catedral Primada és un dels monuments artístics més importants d'Amèrica, i és propietat federal.
S'ha reunit amb líders d'altres religicons com el Dalai Lama o el Patriarca Ecumènic Bartomeu I en la seva visita a Mèxic; i és president del Consell Intereligiós de Mèxic i del Consell Ecumènic de Mèxic.
El 2013 donà suport i participà en la campanya de desarmament voluntari promoguda per les autoritats del Districte Federal.

## Acusacions d'encobriment de preveres pederastres
Recentment s'ha involucrat el cardenal Rivera en les investigacions del cas del prevere Nicolás Aguilar Rivera, perseguit per la policia de Los Angeles, Califòrnia, i acusat d'abusos sexuals a més d'un centenar de menors, tant als Estats Units com a Mèxic. Entre les acusacions contra el cardenal Rivera estan les de donar protecció al prevere quan era bisbe de Tehuacan. Al setembre del 2006 el seu nom va ser inclòs a una demanda aixecada per Joaquín Aguilar Méndez, en la qual s'acusava a Carrera de pressumíblement ajudar a Nicolás Aguilar a evitar que fos processat per actes lascius contra menors. Rivera Carrera argumentà que no es trobava treballant en aquella diòcesi en les dates que indiquen els acusadors que van tenir lloc els fets, de manera que ell no va poder cobrir a ningú. El Tribunal Suprem de Justícia de Califòrnia declarà la demanda com a improcedent el 2009, confirmant així la sentència emesa el 17 d'octubre de 2007 pel Tribunal Superior de Justícia de Los Angeles.

## Honors
Gran Prior de Mèxic i Gran Creu de Cavaller de l'orde eqüestre del Sant Sepulcre de Jerusalem